# Elionurus lividus
Elionurus lividus är en gräsart som beskrevs av Eduard Hackel. Elionurus lividus ingår i släktet Elionurus och familjen gräs.
Artens utbredningsområde är Paraguay. Inga underarter finns listade i Catalogue of Life.